# Природоохоронні території США

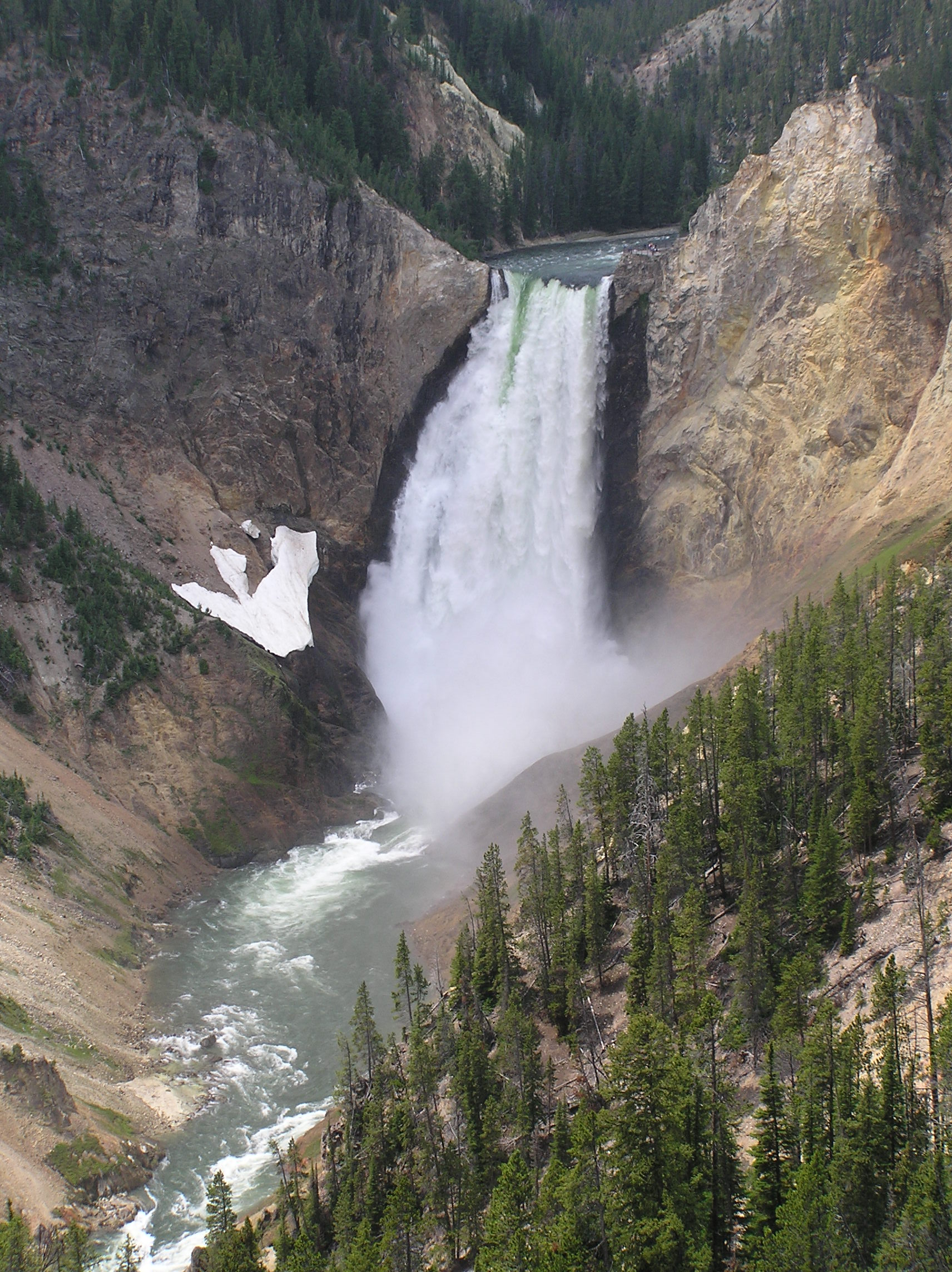
Великий Каньйон у Єллоустоні

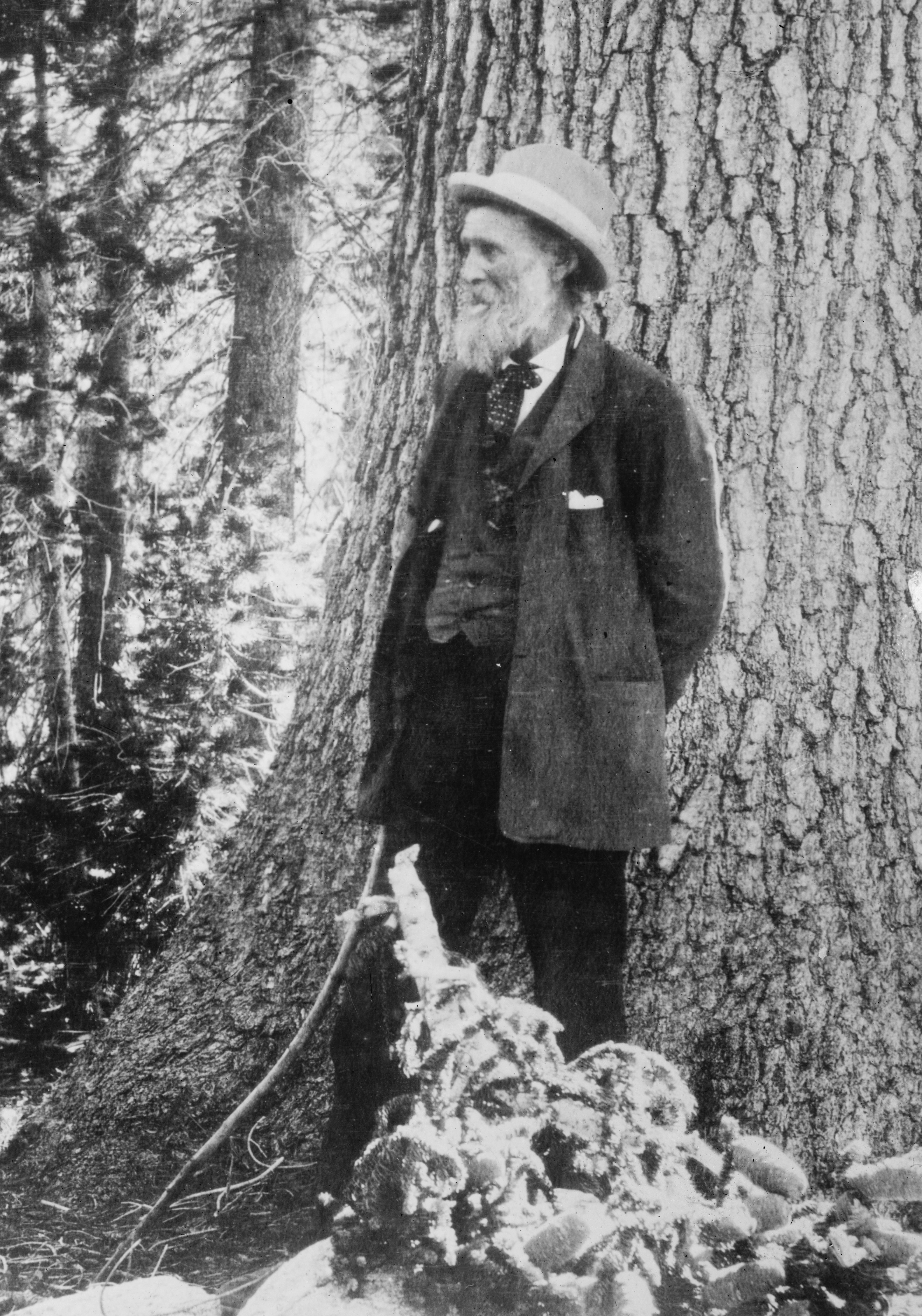
Джон М'юр (1838—1914), один з головних натхненників системи національних парків США.
«Чому людина має цінувати себе більше, ніж невелику частину одного великого творіння?» — Джон М'юр.

Природоохоронні території США управляються безліччю різних федеральних, штатних, племінних і місцевих органів влади й мають різні ступені захисту. Деякі зони охороняються як території дикої природи, тоді як інших можлива прийнятна комерційна експлуатація. Станом на  2015 існує 25 800 природоохоронних територій, що охоплюють 1 294 476 км², або ж 14 % території Сполучених Штатів. Це також одна десята частина природоохоронних територій світу. США також мають сумарно 787 національних морських природоохоронних територій, що охоплюють ще 1 271 408 км², або ж 12 % від загальної площі морської акваторії США.
Федеральні природоохоронні території:
- Система національних парків
  - Національні парки (список тут)
  - Національні заповідники[en] (National Preserve)
  - Національні морські узбережжя (National seashores)
  - Національні озерні узбережжя (National lakeshores)
- Система національних лісів
  - Національні ліси (National Forest)
  - Національні луки (United States National Grassland)
- Національна система охорони ландшафтів США[en] (National Landscape Conservation System)
  - Національні пам'ятки (список тут) (National Monument)
  - Національні природоохоронні зони (National Conservation Area)
  - Дикі території (Wilderness)
  - Дикі території під вивченням (Wilderness Study Area)
  - Національні дикі і мальовничі річки (National Wild and Scenic River)
  - Національні мальовничі стежки (National Scenic Trail)
  - Національні історичні стежки (National Historic Trail)
  - Зони спільного управління й охорони (Cooperative Management and Protection Areas)
  - Лісові заповідники (Forest Reserves)
  - Визначні природні території (Outstanding Natural Area)
- Національні морські заповідники (United States National Marine Sanctuary)
- Національні рекреаційні зони (National Recreation Area)
- Національні заповідники дослідження естуаріїв (National Estuarine Research Reserve)
- Система національних стежок (National Trails System)
- Система національних диких і мальовничих річок  (National Wild and Scenic Rivers System)
- Система охорони національних диких територій (National Wilderness Preservation System)
- Система національних резерватів дикої природи (National Wildlife Refuge System)

Міжнародні природоохоронні території
- Біосферні заповідники ЮНЕСКО[en]